# Robert Wasserburg
Robert Wasserburg (* 5. August 1877 in Mainz; † 23. Februar 1953 ebenda) war ein Mainzer Fastnachtsdichter.
Robert Wasserburg, Sohn des Schriftstellers Philipp Wasserburg, war von Beruf Ingenieur. Er war in der Mainzer Fastnacht aktiv und trat im Jahr 1900 erstmals für den Mainzer Carneval-Verein auf. Er verfasste zahlreiche Eröffnungsspiele und Possen für den Mainzer Carneval-Verein und führte diese auf. So schrieb er etwa 1928 mit Martin Mundo die Posse „Hurra, mir erwe“, die 1929 uraufgeführt wurde und 1933 noch einmal auf die Bühne kam. Aus ihr stammt das bekannte Mainzer Lied „Heile, heile Gänsje“, das beide zusammen verfassten. Zum 75-jährigen Geburtstag wurde „dem schöpferischen Gestalter des Mainzer Humors“ vom Mainzer Carneval-Verein ein Ehrenbajazz überreicht.

## Veröffentlichungen
- Der Götterstreik. Preisgekröntes Eröffnungsspiel. Mainzer Karneval-Verein. Mainzer Verlags-Anstalt, Mainz 1905.
- Einst und jetzt. Jubiläumseröffnungsspiel. Mainzer Karneval-Verein, Mainz 1908.
- Im Zeichen des Kometen. Preisgekröntes Eröffnungsspiel in zwei Teilen. Mainzer Karneval-Verein. Herzog, Mainz 1909.
- Die Friedenskonferenz. Preisgekrönte närrische Eröffnungs-Szene in zwei Teilen. Mainzer Karneval-Verein. Herzog, Mainz 1909.
- Die versunkene Glocke. Närrisches Eröffnungs-Spiel. Mainzer Karneval-Verein. Herzog, Mainz 1911.
- Mainzer Luft. Preisgekrönte Original-Lokalposse mit Gesang und Tanz in drei Aufzügen. Wilckens, Mainz 1927.
- Wie die Alten sungen …. Preisgekröntes Jubiläums-Eröffnungs-Spie. 90 Jahre Mainzer Carneval-Verein. Schneider, Mainz 1928.
- mit Martin Mundo: Hurra, mir erwe. Fastnachtsposse. Mainz 1933.